# Federación Portuguesa de Balonmano
La Federación Portuguesa de Balonmano (en portugués Federação de Andebol de Portugal y de ahí sus siglas FAP) es la federación que orienta y regula las competiciones de balonmano en Portugal. Fundada el 1 de mayo de 1939, está afiliada a la Federación Europea de Balonmano y a la Federación Internacional de Balonmano.

## Competiciones que organiza la FAP
- Masculinas
  - Copa de Portugal de balonmano masculina
  - Supercopa de Portugal masculina de balonmano
  - Campeonato Nacional
    - Andebol 1
    - Segunda División (Andebol 2)
    - Tercera División (Andebol 3)
- Femeninas
  - Andebol 1 Femenina
  - Copa de Portugal femenina de balonmano
  - Supercopa de Portugal femenina de balonmano

## Selecciones nacionales
- Selección portuguesa de balonmano
- Selección portuguesa femenina de balonmano

## Méritos

### Equipo masculino
Sus participaciones internacionales se saldan con un 10º puesto en el Mundial de 2021 y un 6º en el Europeo del 2020 
- Campeonato Mundial de Balonmano Masculino
  - Campeonato Mundial de Balonmano Masculino 1997 : 19º puesto
  - Campeonato Mundial de Balonmano masculino 2001 : 16º puesto
  - Campeonato Mundial de Balonmano masculino 2003 : 12º puesto
  - Campeonato Mundial de Balonmano masculino 2021 : 10º puesto
  - Campeonato Mundial Juvenil de Balonmano Masculino 1995 : 3er lugar

- Campeonato de Europa de balonmano masculino
  - 1994 Campeonato de Europa masculino de balonmano : 12º puesto
  - Campeonato de Europa masculino de balonmano 2000 : 7º puesto
  - Campeonato de Europa masculino de balonmano 2002 : 9º puesto
  - Campeonato de Europa masculino de balonmano 2004 : 14º puesto
  - Campeonato de Europa masculino de balonmano 2006 : 15º puesto
  - Campeonato de Europa masculino de balonmano 2020 : 6º puesto
  - Campeonato de Europa masculino sub-18 de balonmano: campeón en 1992, subcampeón en 1994
  - Campeonato de Europa masculino sub-20 de balonmano: subcampeón en 2010

### Equipo femenino
Por su parte, el equipo femenino tiene como mejor puesto la posición 16 conseguida en el Campeonato de Europa de 2008.
- Campeonato de Europa femenino de balonmano
  - Campeonato Europeo de Balonmano Femenino de 2008: 16.º puesto